# モンテレジー地域
モンテレジー地域（モンテレジーちいき、仏:Montérégie）はカナダ・ケベック州の地方行政区の1つ。モントリオールからセントローレンス川を隔てて南東に位置する。また南側はアメリカ合衆国のバーモント州とニューヨーク州に接する。モントリオール大都市圏の一部となっている北部は都市化されているが、その他は農村地帯である。南東部は歴史的にもエストリー地域の大部分、センター・デュ・ケベック地域の一部とあわせてイースタンタウンシップスと呼ばれ、英国王党派の米国からの移住者が作り上げた風光明媚な観光地となっている。

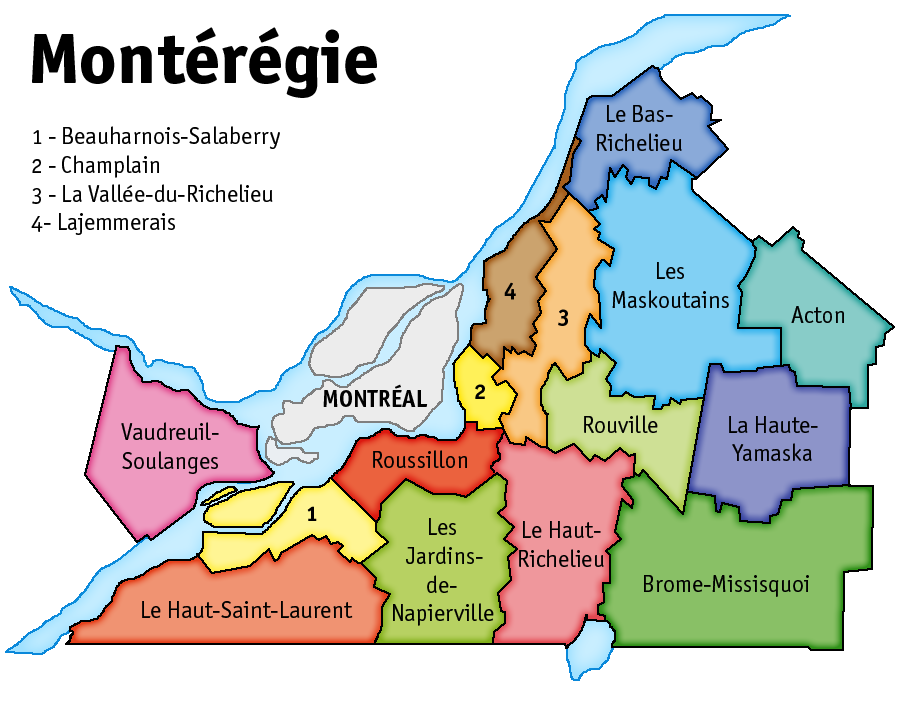
モンテレジーの郡と同等地域

## 行政区分
モンテレジー地域には、上層自治体としての郡（フランス語略称：MRC）12郡（その傘下に仮想自治体としての市町村がある）と1つの同等地域（TE）がある。2021年に、ブロム＝ミシコワ郡とラ・オート＝ヤマスカ郡がエストリー地域に移管された。
モンテレジー地域は3つの行政地域（サブリージョン）に分かれており、それぞれの地域が地域会議（フランス語：Conférences régionales des élus、CRE）によって運営されていまる。ケベック州のほとんどの地域が1地域1地域会議だが、モンテレジー地域のみ、3地域会議によって構成されている。
- ロンゲール都市圏（L'agglomération de Longueuil）：単一層自治体（郡に属さない同等地域（TE））
- 東モンテレジー（Montérégie-Est）
- ヴァレ＝デュ＝オー＝サン＝ローラン（Vallée-du-Haut-Saint-Laurent）

これらの3地域はケベック州の他の地域とほぼ同様に運営されている。

### 同等地域
モンテレジー地域の同等地域（単一層自治体）はロンゲール都市圏のみ。2006年のロンゲール再分割の結果、ロンゲール（Longueuil）市及びその周辺都市を含む大都市圏を指す地域名として導入された。下記の市で構成される。
- - ロンゲール（Longueuil） - 従来のロンゲール都市部。ヴュー＝ロンゲール区（Vieux-Longueuil）、グリーンフィールド区（Greenfield Park）、サン＝チュベール区（Saint-Hubert）で構成される。
  - ブーシャーヴィル（Boucherville）
  - ブロサード（Brossard）
  - サン＝ブルーノ＝ドゥ＝モンタルヴィル（Saint-Bruno-de-Montarville）
  - サン＝ランベール（Saint-Lambert）

### 郡

#### 東モンテレジー
東モンテレジー地域会議（CRE）の首府はラ・ヴァレ＝デュ＝リシュリュー郡マクマスターヴィルに置かれている。
| 郡 (RCM)                                                         | 現地語表記             | 人口 カナダ2016年国勢調査 | 面積                        | 人口密度 (km2当たり人口) | 郡首府所在地                       | 現地語表記               |
| ---------------------------------------------------------------- | ---------------------- | ------------------------- | --------------------------- | ------------------------ | ---------------------------------- | ------------------------ |
| アクトン郡                                                       | Acton                  | 15,594                    | 579.80 km2 (223.86 sq mi)   | 26.9                     | アクトン・ヴァル                   | Acton Vale               |
| ラ・ヴァレ＝デュ＝リシュリュー郡                                 | La Vallée-du-Richelieu | 124,420                   | 588.60 km2 (227.26 sq mi)   | 211.4                    | マクマスターヴィル                 | McMasterville            |
| ル・オー＝リシュリュー郡                                         | Le Haut-Richelieu      | 117,443                   | 936.02 km2 (361.40 sq mi)   | 125.5                    | サン＝ジャン＝シュル＝リシュリュー | Saint-Jean-sur-Richelieu |
| レ・マスクタン郡                                                 | Les Maskoutains        | 87,099                    | 1,302.90 km2 (503.05 sq mi) | 66.9                     | サン＝ティアサント                 | Saint-Hyacinthe          |
| マルゲリート＝デューヴィル郡 （2011年11月まで旧名ラジャメレ）    | Marguerite-D'Youville  | 77,550                    | 346.04 km2 (133.61 sq mi)   | 224.1                    | ヴェルシェール                     | Verchères                |
| ピエール＝ドゥ・ソレル郡 （2009年1月まで旧名ラ・バ＝リシュリュー | Pierre-De Saurel       | 51,025                    | 597.55 km2 (230.72 sq mi)   | 85.4                     | ソレル＝トレイシー                 | Sorel-Tracy              |
| ルーヴィル郡                                                     | Rouville               | 36,536                    | 483.12 km2 (186.53 sq mi)   | 75.6                     | マリーヴィル                       | Marieville               |

#### ヴァレ＝デュ＝オー＝サン＝ローラン
ヴァレ＝デュ＝オー＝サン＝ローラン地域会議（CRE）の首府はサラベリー＝ドゥ＝ヴァリーフィールド（Salaberry-de-Valleyfield）に置かれている。
| 郡 (RCM)                             | 現地語表記                 | 人口 カナダ2016年国勢調査 | 面積                        | 人口密度 (km2当たり人口) | 郡首府所在地             | 現地語表記       |
| ------------------------------------ | -------------------------- | ------------------------- | --------------------------- | ------------------------ | ------------------------ | ---------------- |
| ボーアルノワ＝サラベリー郡           | Beauharnois-Salaberry      | 64,320                    | 471.26 km2 (181.95 sq mi)   | 136.5                    | ボーアルノワ             | Beauharnois      |
| ル・オー＝サン＝ローラン郡           | Le Haut-Saint-Laurent      | 22,454                    | 1,173.51 km2 (453.09 sq mi) | 19.1                     | ハンティンドン           | Huntingdon       |
| レ・ジャルダン＝ドゥ＝ナピエヴィル郡 | Les Jardins-de-Napierville | 27,870                    | 803.07 km2 (310.07 sq mi)   | 34.7                     | ナピエヴィル             | Napierville      |
| ルシヨン郡                           | Roussillon                 | 171,443                   | 423.82 km2 (163.64 sq mi)   | 404.5                    | サンコスタン             | Saint-Constant   |
| ヴォードルイユ＝スーランジュ郡       | Vaudreuil-Soulanges        | 149,349                   | 855.56 km2 (330.33 sq mi)   | 174.6                    | ヴォードルイユ＝ドリヨン | Vaudreuil-Dorion |